# Claas Willeke

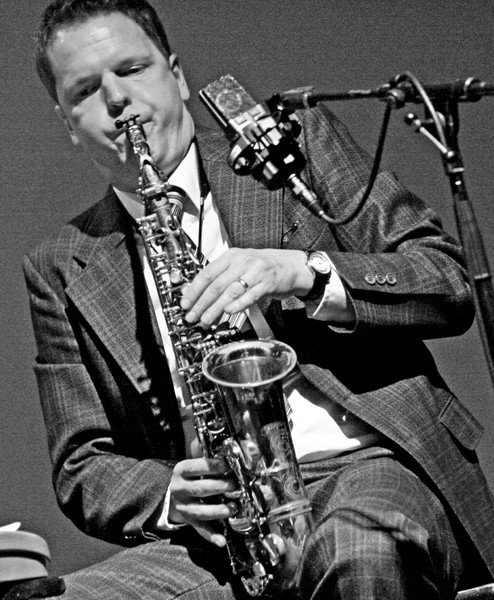
Claas Willeke 2009 auf dem Jazzfestival St. Ingbert

Claas Willeke (* 12. April 1966 in Bielefeld; † 13. Oktober 2013 bei Sandersdorf-Brehna) war ein deutscher Musiker, Komponist und Musiklehrer.

## Leben
Nach einem Studium der Musikpädagogik an der Universität der Künste Berlin mit dem Schwerpunkt Jazz erhielt Willeke Stipendien für Kompositionsunterricht im Bereich Neue und elektronische Musik (bei Kirk Nurock, Henry Martin, Maria Schneider und Franz Martin Olbrisch). Als Saxophonist und Klarinettist war Willeke in zahlreichen Gruppen und Ensembles in unterschiedlicher Besetzung tätig. Er spielte mit Aki Takase, Alexander von Schlippenbach, Jerry Granelli, Thärichens Tentett und Georg Ruby. Im Ensemble InZeit wirkte er zusammen mit Wollie Kaiser und Stefan Scheib und bei der Künstlergruppe Die Redner mit Florian Penner und Oliver Strauch. Auch leitete er eigene Bands. Des Weiteren komponierte Willeke für Film und Theater, Hörspiele und Inszenierungen seiner Frau Marguerite Donlon.
Seit 2007 war Willeke Professor für Jazztheorie, Komposition und elektronische Musik an der Hochschule für Musik Saar.
Auf dem Weg zu einem Auftritt in Berlin verunglückte Willeke am 13. Oktober 2013 bei einem Autounfall auf der A9 tödlich.

## Diskografie (Auswahl)
- 1995: Improvisors Pool Backgrounds for Improvisors: Axel Dörner, Sam Rivers, Tina Wrase, Felix Wahnschaffe, Tilmann Dehnhard, Alexander von Schlippenbach, Horst Nonnenmacher, Johannes Bockholt-Dams; FMP
- 2002: Wilde Schöne Welt
- 2008: JFK-Show Live in Berlin (Buch und DVD) Kunstanst!fter Verlag,  ISBN 978-3-9811465-7-8

## Auszeichnungen und Preise
- 2007 Medienkunstpreis des Saarländischen Rundfunks für die JFK-Show des Ensembles Die Redner